# Pierre Danos
Pour les articles homonymes, voir Danos.

a Compétitions nationales et continentales officielles uniquement.

b Matchs officiels uniquement.
Pierre Danos (dit Dominguín, en référence à un torero), né le 4 juin 1929 à Toulouse (Haute-Garonne) et mort le 16 janvier 2023 à Béziers, est un joueur français de rugby à XV. Il a joué avec l'équipe de France et évoluait au poste de demi de mêlée.

## Biographie
Il a débuté au Sporting Club albigeois, puis joué au RC Toulon, et enfin surtout à l'AS Béziers dont il fut le capitaine lors de chacune de ses finales disputées.
Il entraînera également l'ASB en 1967, à la veille de l'arrivée de Raoul Barrière.
On lui doit l'expression « Au rugby, il y a les déménageurs de piano... et ceux qui en jouent » (ou suivant les sources : « Au rugby, il y a ceux qui jouent au piano... et ceux qui les déménagent »).
Il meurt le 16 janvier 2023,.

## Carrière

### En club
- Toulouse Cheminots Marengo Sports
- RO Castelnaudary
- 1949-1950 : SC Albi
- 1950-1955 : RC Toulon
- 1955-1966 : AS Béziers

### En équipe nationale
Il a disputé son premier match avec l'équipe de France le 29 août 1954 contre l'équipe d'Argentine et marqua un drop à l'occasion, et son dernier le 27 février 1960 contre l'équipe d'Angleterre.

## Palmarès

### En club
Avec Béziers
- Championnat de France de première division : 
  - Champion (1) : 1961 (grâce à un drop personnel depuis le bord de la touche)
  - Finaliste (3) : 1960, 1962 et 1964  (il ne se remettra jamais de la finale perdue de 1962 contre Agen et du passage en touche de l'ailier agenais Serge Méricq[5], auteur du dernier essai)
- Challenge Yves du Manoir :
  - Vainqueur (1) : 1964
  - Finaliste (2) : 1960 et 1961
- Challenge Antoine Béguère : 
  - Vainqueur (1) : 1964
  - Finaliste (1) : 1962 (1re édition)
- Coupe d'Europe des clubs (F.I.R.A) :
  - Vainqueur (1) : 1962[6]

### En équipe nationale
- 18 sélections en équipe de France entre 1954 et 1960
- 3 essais, 2 drops
- Sélections par année : 2 en 1954, 2 en 1957, 7 en 1958, 5 en 1959, 2 en 1960
- Tournois des Cinq Nations disputés : 1958, 1959, 1960
- Vainqueur du tournoi des cinq nations : 1959 (équipe de France 1re fois seule en tête), 1960 (ex- aequo avec l'équipe d'Angleterre)
- Membre de la 2e tournée internationale de l'équipe de France, en Argentine en 1954, et de la 3e en équipe d'Afrique du Sud en 1958